# Albrecht Zygmunt von Zeigut-Stanisławski
Albrecht Zygmunt von Zeigut-Stanisławski (także: von Seegut, von Zeiguth) herbu Sulima (ur. 10 sierpnia 1688, zm. 16 września 1768  w Lipowinie), ostatni generalny poczmistrz Prus Królewskich (od 1735), minister tajnego gabinetu Saksonii (od 1762).

## Rodzina
Syn Wacława i  Marii Luizy Podewils.  Albrecht Zygmunt uważany był przez współczesnych za naturalnego syna elektora saskiego, Augusta II.
Posiadał młodszego brata Bogusława.
Albrecht Zygmunt Stanisławski był dwukrotnie żonaty: z Krystyną von Osterhausen, a następnie księżniczką Albertyną von Holstein-Beck.
W roku  1738 wymieniany jest właściciel Stanclewa Zygmunt Zeigut-Stanisławski, przypuszczalnie syn Albrechta Zygmunta.

## Edukacja i kariera
Kształcił się w kolegiach jezuickich w Braniewie (od 1700) i  Reszlu od 1701,  później podróżował   i służył w wojsku.
od  1709  na dworze  króla Augusta  II,  w latach 1711–1712 jako żołnierz saski uczestniczył w obleganiu Stralsundu będącego w posiadaniu Szwecji.
W 1721 został  szambelanem  króla Augusta II na dworze w  Dreźnie.
W 1735 król August III powierzył mu funkcję  generalnego poczmistrza Prus Królewskich.
Cesarz Karol VI Habsburg  nadał mu tytuł hrabiowski 1736,  a król  August III  Order Orła Białego.
W 1743 został honorowym ministrem, a od  1762 ministrem tajnego gabinetu Saksonii.
Od  1765  w stanie spoczynku, przebywał w swoich pałacach w Lipowinie i Królewcu.

## Posiadacz majątków ziemskich
W   od  króla Augusta II  otrzymał  królewszczyzny: Jaktowo w województwie pomorskim 1713, Tropy 1727 oraz  na 30 lat  30 włók w Kwiecewie 1728.  W  1739  kupił majątek w Lipowinie, gdzie w 1740 wybudował pałac w stylu barokowym. Posiadał też majątki    w Woli Lipowskiej, Strubnie oraz w Hennenbergu  k. Świętej Siekierki.
Po śmierci ok. 1741 najstarszego brata Abrahama  był głównym sukcesorem  jego majątku. Był budowniczym dworu w Mołdytach i pałacu  w Lipowinie.
Zmarł w Lipowinie 16 września  1768.

## Testament
W testamencie cały swój majątek przekazał na cele społeczne,  m.in. na fundacje: katolickiego zakładu dla dziewcząt i ewangelickiego ośrodka dla wdów i sierot po wojskowych.
Zgodnie  z ostatnią wolą pochowany został w Reszlu. Krypta rodowa  Stanisławskich znajdowała się najprawdopodobniej  w kościele  farnym  w Reszlu, w pobliżu ołtarza św. Jana Chrzciciela. Ołtarz ten nie istnieje, spłonął w czasie pożaru kościoła w 1806.